# Scott Horowitz
Scott Jay Horowitz (Philadelphia, 24 maart 1957) is een voormalig Amerikaans ruimtevaarder. Horowitz zijn eerste ruimtevlucht was STS-75 met de spaceshuttle Columbia en vond plaats op 22 februari 1996. Tijdens de missie werden experimenten uitgevoerd met het Tethered Satellite System (TSS-1R).
Horowitz maakte deel uit van NASA Astronautengroep 14. Deze groep van 24 ruimtevaarders begon hun training in 1992 en had als bijnaam The Hogs.
In totaal heeft Horowitz vier ruimtevluchten op zijn naam staan, waaronder meerdere missies naar het Internationaal ruimtestation ISS. In 2004 verliet hij NASA en ging hij als astronaut met pensioen.